# Barkudia
Barkudia is een geslacht van hagedissen uit de familie skinken (Scincidae).

## Naam
Er zijn twee soorten, de wetenschappelijke naam van de groep werd voor het eerst voorgesteld door Nelson Annandale in 1917. De soort Barkudia insularis werd in 1917 ontdekt en beschreven maar is pas in 2003 voor het eerst weer in het wild gezien. De soorten zijn verwant aan Chalcidoseps, die alleen bekend is van Sri Lanka.

## Uiterlijke kenmerken
De skinken zijn volledig pootloos, het lichaam is rolrond en langwerpig van vorm. De kop is relatief klein, driehoekig van vorm en iets afgeplat. De gehooropening is spleetvormig. De frontoparietale schubben en prefrontale schubben ontbreken op de kop. De snuitpunt is duidelijk afgerond. Ze kunnen makkelijk worden verward met regenwormen.
De soorten worden meer dan een meter lang, Barkudia melanosticta kan een lichaamslengte bereiken van meer dan 1,6 meter exclusief staart.

## Verspreiding en habitat
Beide soorten komen endemisch voor in India. De habitat bestaat uit losse gronden, de skinken kennen een gravende levenswijze.
Door de internationale natuurbeschermingsorganisatie IUCN is aan beide soorten een beschermingsstatus toegewezen. Barkudia melanosticta wordt als 'onzeker' beschouwd (Data Deficient of DD) en de soort Barkudia insularis staat te boek als 'ernstig bedreigd' (Critically Endangered of CR).

## Soorten
Het geslacht omvat de volgende soorten, met de auteur en het verspreidingsgebied.
| Naam                  | Auteur          | Verspreidingsgebied        |
| --------------------- | --------------- | -------------------------- |
| Barkudia insularis    | Annandale, 1917 | India (Odisha; Chilkameer) |
| Barkudia melanosticta | Schneider, 1801 | India (Andhra Pradesh)     |